# Musée archéologique de Banyoles
 (avril 2022).
Causes possibles :
- Rédaction non-neutre car ne respectant pas la synthèse équilibrée attendue.
- Plan structurant la page comme une brochure promotionnelle ou une plaquette institutionnelle.
- Nombreuses informations sans réelle pertinence encyclopédique et pourtant montées en épingle. Ceci peut notamment se faire en recourant à des sources primaires ou non centrées, ou encore à un « cherry picking » des sources ; dans certains cas, cette utilisation des sources peut même donner lieu à une « synthèse inédite ».

Rappel : la pertinence des informations est à démontrer par des sources secondaires indépendantes et de qualité traitant le sujet.
Le Musée archéologique de Banyoles (MACB) est un musée archéologique situé au bâtiment de la Pia Aumône de Banyoles (Catalogne) où sont conservées et présentées toutes les collections qui viennent de sites archéologiques du Pla de l'Estany.
Le Musée archéologique de Banyoles (MACB) existe depuis 1933. Il fut fondé par la mairie de Banyoles à la suite de la découverte de la villa romaine de Vilauba en 1932.
le MACB conserve les restes d'importants gisements paléontologiques (fin du Tertiaire - Quaternaire ancien, il y a entre 5 et 1 millions d'années), ainsi que les restes des établissements humains du Pla de l'Estany entre le Paléolithique inférieur/moyen (250 000 av. J.-C.) et le XXe siècle. Outre les collections préhistoriques de Pere Alsius Torrent (fin du XIXe siècle) et de Josep M. Corominas Planellas (1933-1973), le MACB recueille, depuis 1975, les objets en provenance des fouilles modernes réalisées dans la région : le gisement paléontologique d'Incarcal (à Crespià), les grottes paléolithiques de Serinyà, le village néolithique de la Draga (à Banyoles), la villa romaine de Vilauba (à Camós) et les fours romains d'Ermedàs (à Cornellà del Terri), entre autres.

## Exposition permanente
L'exposition permanente est divisée en plusieurs domaines:
- Salle de paléontologie: La salle de paléontologie accueille une importante collection de pièces assorties de la fin du Tertiaire et du début du Quaternaire (il y a entre 5 et 1 millions d'années), issues des fouilles paléontologiques réalisées dans la région par l'Institut de Paleontologia de Catalunya depuis 1980 au gisement d'Incarcal (à Crespià). On y expose également des découvertes datant des années 50-70 du XXe siècle (sites de Cornellà del Terri et Bòbila Ordis). Les pièces les plus remarquables sont les mastodontes, les rhinocéros, les cerfs et les petits chevaux (fin du Tertiaire, il y a entre 5 et 3 millions d'années) de Cornellà de Terri, ainsi que la série magnifique de carnivores (tigres aux dents de sabre et hyènes) et d'herbivores (éléphants, hippopotames, cerfs géants et chevaux) en provenance de Bòbila Ordis et d'Incarcal (début du Quaternaire, il y a entre 1,3 et 0,75 million d'années). Au gisement d'Incarcal, grâce à de soigneuses fouilles, des restes tout à fait hors du commun pour cette période ancienne ont été découverts : de nombreuses noix et des araignées[2].
- Salles de la préhistoire: Les salles de préhistoire sont les salles les plus prisées du musée. On y expose les collections de Pere Alsius (fin du XIXe siècle), comme la mâchoire néandertale de Banyoles, de Josep M. Corominas (1933-1973) et des fouilles modernes effectuées depuis 1975 par l'Universitat de Girona. On y distingue les gisements du Paléolithique moyen/supérieur des grottes de Serinyà (Arbreda, Reclau Viver, Pau, Mollet-I, Mollet-III, Cau del Roure et Bora Gran d’en Carreras), qui donnent un aperçu complet de la culture matérielle, la faune et l'environnement de l'homme de Néandertal et de l'homo sapiens, qui y vécurent entre 200 000 et 8000 av. J.-C. Un autre gisement essentiel du musée est le village lacustre du Néolithique ancien (culture cardiale, 5300-5000 av. J.-C.) de la Draga, découvert près de la rive est du lac de Banyoles en 1990. Les fouilles sont dirigées par le musée, en partenariat avec le Centre d'Arqueologia Subaquàtica de Catalunya, l'Universitat Autònoma de Barcelona et le Centro Superior de Investigaciones Científicas (CSIC). De nombreux objets en bois ont été conservés en raison de leur emplacement, en parallèle avec d'autres restes de la culture matérielle (objets en os, pierre, céramique, faune et végétaux), qui constituent l'une des collections les plus précieuses du musée. On y découvre également les restes humains et trousseaux funéraires provenant des enterrements dans les grottes sépulcrales de Martís (Mariver et Encantades) et Serinyà, qui couvrent une période entre le Néolithique ancien et la fin de l'âge du bronze (5500-700 av. J.-C.)[3].
- Salle d'histoire: La salle d'histoire présente les objets ibères de la région, en particulier ceux du Mas Castell de Porqueres : les premiers vases en céramique tournée, des armes et outils en fer, ainsi que des pièces de monnaie en bronze, qui constituent les grandes innovations de la culture matérielle des tribus ibères. Les régions du Pla de l'Estany et de l'Empordà étaient peuplées d'Indigetes. Cependant, le gisement historique le plus important abrité par le musée est sans doute la villa romaine et wisigothe de Vilauba (à Camós). Cette villa fut découverte en 1932, mais les fouilles systématiques coordonnées par le musée débutèrent en 1978 et se sont prolongées jusqu'à aujourd'hui. Le site de Vilauba permet d'étudier les villas romaines de l'époque du Haut Empire (Ier-IIIe siècles apr. J.-C.), de l'étape du Bas Empire (IVe – Ve siècles apr. J.-C.) et de la période du Royaume Wisigoth (VIe – VIIe siècles apr. J.-C.), lorsque la villa se transforma en vicus, petite agglomération du Haut Moyen Âge. Les étapes du Bas Empire et du Royaume Wisigoth sont également présentes au Mas Castell de Porqueres, où une nécropole et plusieurs temples de ces époques sont connus. La période médiévale est présente à travers les collections du château d'Espasens (Fontcoberta), datant des XIVe et XVe siècles, et grâce aux découvertes, en particulier les nécropoles, du quartier ancien de Banyoles. La Pia Almoina elle-même, bâtiment principal du musée, a procuré de nombreux récipients en céramique des XIVe – XVIe siècle (sous-sol de la cour intérieure gothique) et des XVIIe – XIXe siècles (puits gothique de la cour intérieure)[4].

## Objets soulignés
- Tigre aux dents de sabre: Le tigre aux dents de sabre (Homotherium latidens) est l'animal fossile le plus caractéristique d'Incarcal, à Crespià (il y a entre 1,3 et 0,75 million d'années). Divers crânes et mâchoires de cette espèce ont été retrouvés, qui font de ce site l'un des meilleurs gisements paléontologiques à étudier en Europe. Ces carnivores cohabitaient avec de grandes hyènes (Pachycrocuta brevirostris) et de grands herbivores comme l'éléphant méridional (Archidiskodon meridionalis) et l’hippopotame européen (Hippopotamus antiquus)[5].
- Molaire de mastodonte: Le mastodonte d’Auvergne (Anancus arvenensis) est l'un des animaux pliocènes (fin du Tertiaire, il y a entre 5 et 3 millions d'années) les plus communs dans les gisements du Pla de l'Estany, en particulier sur le site de Cornellà del Terri. Depuis 1950 de nombreux restes ont été retrouvés. Ils s'accompagnent souvent d'autres espèces contemporaines comme le rhinocéros de prairie (Stephanorhinus etruscus), le cheval de Sténon (Equus stenonis) et le cerf de petite taille (Cervidae sp)[6].
- Harpon magdalénien: Les harpons à deux rangs de barbelures déterminent le point culminant du Magdalénien supérieur, entre 9000 et 8000 av. J.-C., juste avant la fin de la période glaciale et le début des cultures issues du Magdalénien, comme l'Azilien. La remarquable industrie osseuse, qui présente certaines pièces décorées d'incisions provenant de la Bora Gran d'en Carreras (Serinyà), comprend des harpons à deux rangs de barbelures issus de cette période finale du Paléolithique supérieur, la période des derniers grands chasseurs[7].
- Récipient du Néolithique ancien: Le Néolithique ancien de Catalogne correspond au développement de la culture cardiale (5500-5000 av. J.-C.), ainsi nommée après la coque blanche (Cardium edule), utilisée pour la décoration des récipients en céramique. Vers la fin de cette culture, durant la phase épicardiale (5000-4500 av. J.-C.), les morts sont souvent enterrés dans des espaces sépulcraux au fond de grottes, des lieux généralement non habitables. C'est le cas de la grotte de Mariver (Martís, Esponellà), où fut trouvé ce vase globulaire à long col, une offrande aux morts[8].
- Déesse Fortuna: En 1987, une découverte sensationnelle eut lieu au sein de la villa romaine de Vilauba (Camós). Au pied du mur ouest d'une chambre ou laraire de la période du Haut Empire (Ier-IIIe siècle apr. J.-C.), consacrée au culte du foyer, trois figures en bronze aux pieds tronconiques furent retrouvées, correspondant à Fortuna, Mercure et Lare. Ce type de divinités se trouve normalement dans les maisons de campagne romaines, où la dévotion pour la richesse, le commerce et les ancêtres était bien plus intense que le culte professé aux divinités du panthéon romain[9].
- Bol en céramique bleue: Dans la région du Pla de l'Estany, peu de gisements archéologiques de l'époque médiévale ont été fouillés scientifiquement. L'un d'entre eux, heureusement, est le château d'Espasens, une petite fortification de la commune de Fontcoberta. Il a été fouillé dans sa totalité entre 1988 et 1989, avec le soutien du musée, et il a fourni de très intéressants matériaux des XIVe et XVe siècles : objets en bronze, dés en os, outils en fer, pièces de monnaie et récipients en céramique pour la cuisine et la table, comme ce bol vitreux bleu[10].

## Référencements
1. ↑  Generalitat de Catalunya, Agència Catalana del Patrimoni, « Musée Archéologique de Banyoles (MACB) · Visitmuseum · Catalonia museums », sur visitmuseum.gencat.cat (consulté le 3 novembre 2016)
2. ↑  Generalitat de Catalunya, Agència Catalana del Patrimoni, « Salle de paléontologie · Visitmuseum · Catalonia museums », sur visitmuseum.gencat.cat (consulté le 26 octobre 2016)
3. ↑  Generalitat de Catalunya, Agència Catalana del Patrimoni, « Salles de la préhistoire · Visitmuseum · Catalonia museums », sur visitmuseum.gencat.cat (consulté le 26 octobre 2016)
4. ↑  Generalitat de Catalunya, Agència Catalana del Patrimoni, « Salle d'histoire · Visitmuseum · Catalonia museums », sur visitmuseum.gencat.cat (consulté le 26 octobre 2016)
5. ↑  Generalitat de Catalunya, Agència Catalana del Patrimoni, « Tigre aux dents de sabre · Visitmuseum · Catalonia museums », sur visitmuseum.gencat.cat (consulté le 26 octobre 2016)
6. ↑  Generalitat de Catalunya, Agència Catalana del Patrimoni, « Molaire de mastodonte · Visitmuseum · Catalonia museums », sur visitmuseum.gencat.cat (consulté le 3 novembre 2016)
7. ↑  Generalitat de Catalunya, Agència Catalana del Patrimoni, « Harpon magdalénien · Visitmuseum · Catalonia museums », sur visitmuseum.gencat.cat (consulté le 3 novembre 2016)
8. ↑  Generalitat de Catalunya, Agència Catalana del Patrimoni, « Récipient du néolithique ancien · Visitmuseum · Catalonia museums », sur visitmuseum.gencat.cat (consulté le 26 octobre 2016)
9. ↑  Generalitat de Catalunya, Agència Catalana del Patrimoni, « Déesse Fortuna · Visitmuseum · Catalonia museums », sur visitmuseum.gencat.cat (consulté le 3 novembre 2016)
10. ↑  Generalitat de Catalunya, Agència Catalana del Patrimoni, « Bol en céramique bleue · Visitmuseum · Catalonia museums », sur visitmuseum.gencat.cat (consulté le 3 novembre 2016)